# Lautitia danica
Lautitia danica är en svampart som först beskrevs av Augusto Napoleone Berlese, och fick sitt nu gällande namn av S. Schatz 1984. Lautitia danica ingår i släktet Lautitia och familjen Phaeosphaeriaceae.  Arten är reproducerande i Sverige. Inga underarter finns listade i Catalogue of Life.